# 川島涼
川島 涼（かわしま りょう）は、日本の俳優、劇作家、演出家。大阪府出身。中性的な演者による演劇・歌のイベントSTRAY CHILDREN主宰。

## 主な作品
- いつも心に太陽を／ストリッパー物語（作・つかこうへい、演出・高橋征男、2005年、出演）
- 熱海殺人事件〜水野朋子物語〜（作・つかこうへい、演出・湯澤公敏、2005年、出演）
- 草薙良一第7回プロデュース公演 片岡歌衛門一座物語〜心の旅路編〜（上演台本・なぎプロ、台本演出・高橋征男、2005年、出演）
- 川島涼＆在原美扇 二人芝居（2005年）「HATRED OVERFLOW」（作演出・在原美扇、出演）「アカイユメ」（作演出・出演）
- 空の下の星（2006年、作演出・出演）
- ハト男（構成演出・高橋征男、 2006年、出演）
- 少年Cafe「月裏郷」（作・プロキオン商会、2006年、構成演出）
- 小さな家と五人の紳士／おたまじゃくしはかえるのこ（作・別役実、演出・中村ノゾム、2007年、出演）
- STRAY CHILDREN vol.1（2008年、主宰・MC）「Ｉ山神社の狐」（作演出）「女優達」（脚色・演出・出演）
- STRAY CHILDREN vol.2（2009年、主宰・MC）「みちこの図書室」（作演出）「帝都学園探偵団〜名画の真贋の巻〜」（作演出）
- YES,WE CAN!（原作・矢代静一「夜明けに消えた」、構成演出・横山仁一、2009年、出演）
- STRAY CHILDREN vol.3（2010年、主宰・MC）「帝都学園探偵団～夜桜の幽霊の巻～」（作演出）「ルイ17世の野望！」（作演出・出演）「エデン」（作演出）